# Remco Campert
Pour les articles homonymes, voir Campert.
Œuvres principales
- Het leven is vurrukkulluk
- Liefdes  schijnbewegingen
- Tjeempiel of Liesje in luiletterland
- Tot Zoens

Remco Wouter Campert, né à La Haye le 28 juillet 1929 et mort à Amsterdam le 4 juillet 2022, est un poète néerlandais, ainsi qu’un chroniqueur et écrivain de contes et de romans. Il appartient au courant littéraire des « Vijftigers », groupe de poètes néerlandais qui ont marqué la littérature de leur pays dans les années 1950. Il reçoit le Prix P.C. Hooft  pour son œuvre poétique en 1976 et le Prix des lettres néerlandaises pour son œuvre littéraire en 2015.

## Biographie
Son père, Jan Campert,  était également poète et sa mère, Joekie Broedelet, appartenait au monde du théâtre. Le couple se sépara alors que Remco n’avait que trois ans. Celui-ci grandit tantôt chez l’un, tantôt chez l’autre, de même que chez ses grands-parents avant d’être placé en famille d’accueil en 1942. Lorsque le quartier où elle habitait fut détruit par les Allemands, la famille déménagea à Epe où il fréquenta l’école primaire. C’est là qu’il apprit en 1943 que son père était mort à l’âge de quarante ans au camp de concentration de Neuengamme. Après la guerre, il alla vivre avec sa mère à Amsterdam où il débuta ses études secondaires au lycée d’Amsterdam.
Ne réussissant guère au lycée, il tenta pendant quelque temps de survivre en écrivant des textes publicitaires et en faisant de la traduction. En 1950, il se retrouva à Paris, essayant de vendre dans la rue son opuscule  Ten lessons with Timothy basé sur l’ouvrage du même titre de Dizzy Gillespie (tirage : 25 exemplaires).
Au début de 1950, il fonde avec Rudy Kousbroek le journal littéraire  Braak lequel  devait par la suite servir à faire connaitre le mouvement des VIjftigers. À partir du troisième numéro, se joignirent  à la rédaction Lucebert et Bert Schierbeek. Tout comme le journal Blurb  lancé par Simon Vinkenoog, il devait permettre à de jeunes poètes expérimentaux de faire connaitre leurs œuvres. Après la publication en 1951 du recueil Atonaal, les poètes qui y participèrent, au nombre desquels Gerrit Kouwenaar, Jan Elburg et Hugo Claus, furent connus sous le nom des Vijftigers (littéralement « Ceux des années 1950 »). Bien qu’ils ne se soient pas présentés eux-mêmes comme un « mouvement » et qu’ils n’aient pas publié de manifeste décrivant leur conception collective de la littérature, ils avaient en commun de rejeter la forme traditionnelle de celle-ci et de vouloir jeter les bases d’une nouvelle poésie. Campert lui-même était peut-être le moins « expérimental » du groupe et fut reconnu comme « le plus accessible du groupe des Vijftigers ».
Ayant commencé sa carrière comme poète, Campert se mit toutefois dans les années 1950 à écrire des chroniques pour divers journaux tels que Podium, Vrij Nederland, Tirade ainsi que le quotidien Het Parool. Dans les années 1960, ces chroniques se firent plus longues, devinrent des nouvelles qui se transformèrent elles-mêmes en romans. Elles contenaient de nombreuses allusions autobiographiques et adoptaient souvent un ton sinon cynique, à tout le moins, ironique.

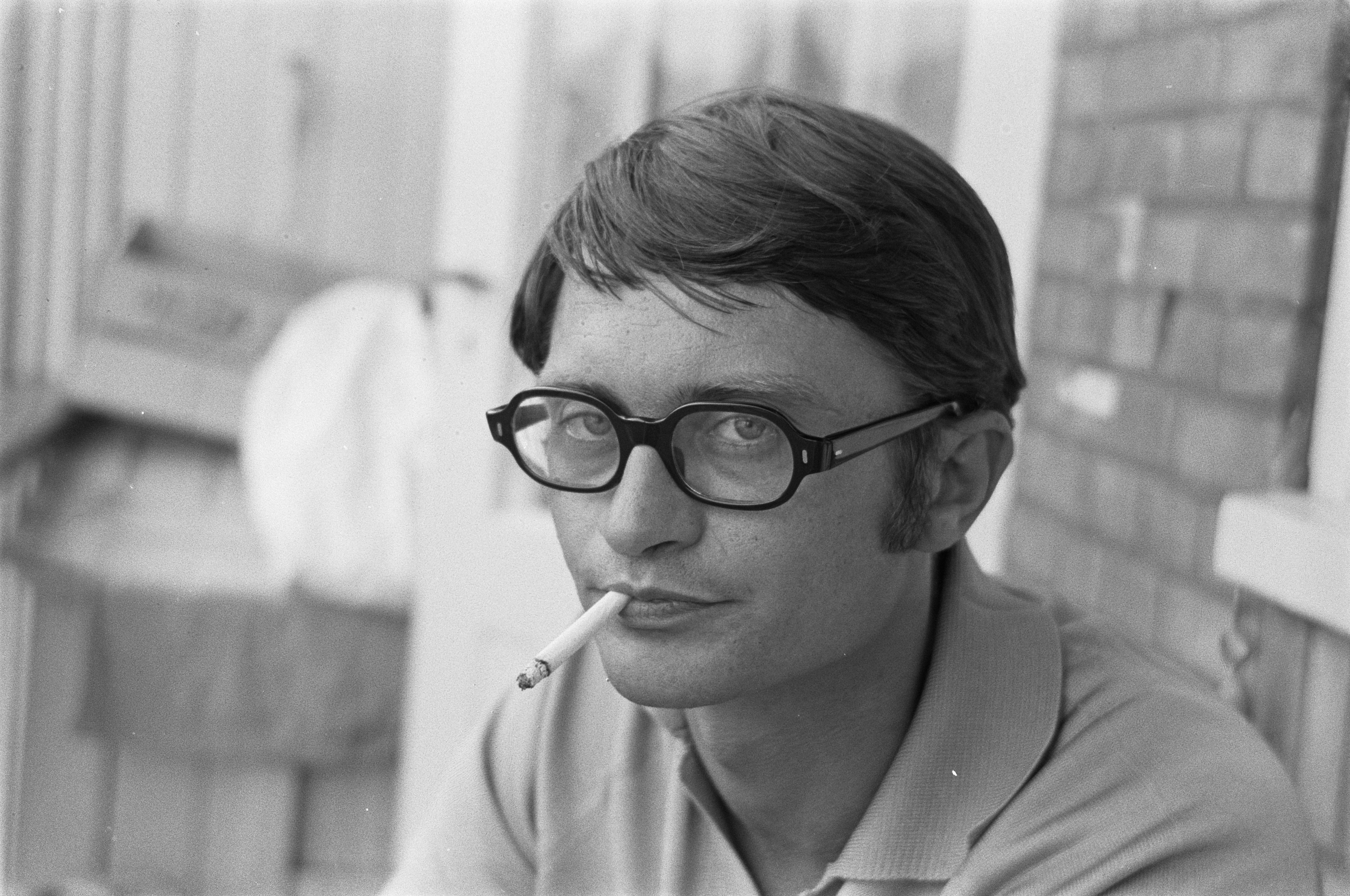
Campert en 1963

À ces années intenses suivirent, au cours de la décennie 1970, un grand vide pendant lequel Campert ne publie pratiquement rien de nouveau. Néanmoins, en 1976, il reçut le prix P.C. Hooft pour sa poésie. Dans son rapport, le jury commenta : « Considérant l’ensemble de l’œuvre de Remco Campert, le jury a été impressionné par les souvenirs personnels des années 1950  à 1970 contenus dans ces chroniques. Qu’il s’agisse de souvenirs pénibles ou  portant plutôt à rire survenus durant cette période ceux-ci sont décrits par le poète de façon inoubliable». Ce n’est qu’en 1979 que Campert se remit à écrire faisant publier le recueil de poésies Theater et les nouvelles Na de troonrede.
Quant à ses œuvres en prose, elles touchèrent  un vaste public grâce à leur caractère accessible. Ainsi Het leven is vurrukkulluk et Tjeempie! of Liesje in luiletterland sont des persiflages de romans pornographiques dans lesquels on peut reconnaitre les caricatures d’auteurs néerlandais.
Plusieurs de ses romans ont fait l’objet d’adaptation cinématographique. Ainsi, Het gangstermeisje fut porté à l’écran par Frans Weisz, lequel, en 2018 réalisa également Het leven is vurrukkulluk dans lequel Campert lui-même jouait un rôle modeste.  En 1976 était présenté sous le titre Alle dagen feest, quatre tableaux réalisés par Alte de Jong, Otto Jongerius, Paul de Lussanet et Orlow Seunke, basés sur les quatre nouvelles Alle dagen feest, Een ellendige nietsnut, Hoe ik mijn verjaardag vierde et Op reis.
De 1989 à 1995, Remco Campert, avec Jan Mulder et Bart Chabot firent, dans divers théâtres, des lectures publiques de leurs propres œuvres, Chabot s’arrêtant en 1991. De 1996 à 2006 Campert et Mulder rédigèrent tour à tour une chronique en page couverture du quotidien Volkskrant, intitulée CaMu,  En juin 2014, Campert entreprit, en dernière page du même quotidien, une chronique mettant en vedette son héros, le pauvre chômeur Somberman, lequel en 1985 avait été l’objet, sous la forme de Somberman's actie,  du Boekenweekgeschenk, évènement annuel au cours duquel les libraires des Pays-Bas remettent gracieusement le livre choisi à leurs clients qui ont fait des achats pour un certain montant. En 2016 il lança dans Elsevier une chronique intitulée Dagelijksheden. La première série de ces chroniques de même que d’autres contributions publiées par le même magazine dans les années 1950 et 1960 furent publiées sous forme de recueil avec celles écrites pour le même magazine par le père de Remco, Jan Campert, et furent intitulées Campert & Campert 
Cette longue association avec les éditions De Bezige Bij lui valut de pouvoir dévoiler en juin 2017, sur la façade de l’édifice administratif de cette maison, une plaque portant une partie de son poème Iemand stelt een vraag avec comme titre « Campert sur la façade ».
Le 6 mars 2018 son éditeur fit savoir que Campert, alors âgé de 88 ans avait décidé de cesser d’écrire. Aucune raison médicale n’était donnée . Néanmoins, de temps à autre continuèrent à paraître dans le quotidien Volkskrant des « notes » de sa plume. 

## Credo littéraire
En 1955, Campert écrivit un poème résumant sa pensée littéraire intitulé, « Poëzie is een daad van bevestiging » (la poésie est un acte d’affirmation de l’être), expression basée sur un essai du poète britannique W.H. Auden, « The dyer’s hand; poetry and the poetic process ».   La traduisant, A.L. Sötemann écrivait : « Dans la réalité, la poésie est un acte d’affirmation de l’être;  de façon négative la plus importante raison d’écrire est la crainte du non-être ».

## Vie privée
Campert épouse Freddy Rutgers en 1952. Ils vécurent ensemble à Paris quelque temps avant de revenir aux Pays-Bas; en 1954, cette dernière décida d’aller vivre avec Gerrit Kouwenaar. Par la suite, Campert devait épouser le 20 décembre 1957 Fritzi Harmsen van Beek à Blaricum où leur demeure devint le rendez-vous d’écrivains et de poètes.
Fin-1958, le couple se sépare et Campert retourna vivre à Amsterdam où il épousa en 1961 Lucia van de Berg dont il avait eu un premier enfant l’année précédente. En 1963 naquit son deuxième enfant, une fille du nom de Cleo. En 1964, le couple déménage à Anvers d’où il devait revenir seul deux ans plus tard. C’est dans cette ville qu’il fit la connaissance de la galeriste Deborah Wolf avec qui il vécut jusqu’en 1980. Ils se séparèrent alors, mais reprirent la vie commune et se marièrent en 1996.  Il devait demeurer avec elle jusqu’à la fin de sa vie.
Campert meurt dans la nuit du 3 au 4 juillet 2022 à l’âge de 92 ans à Amsterdam.

## Œuvre

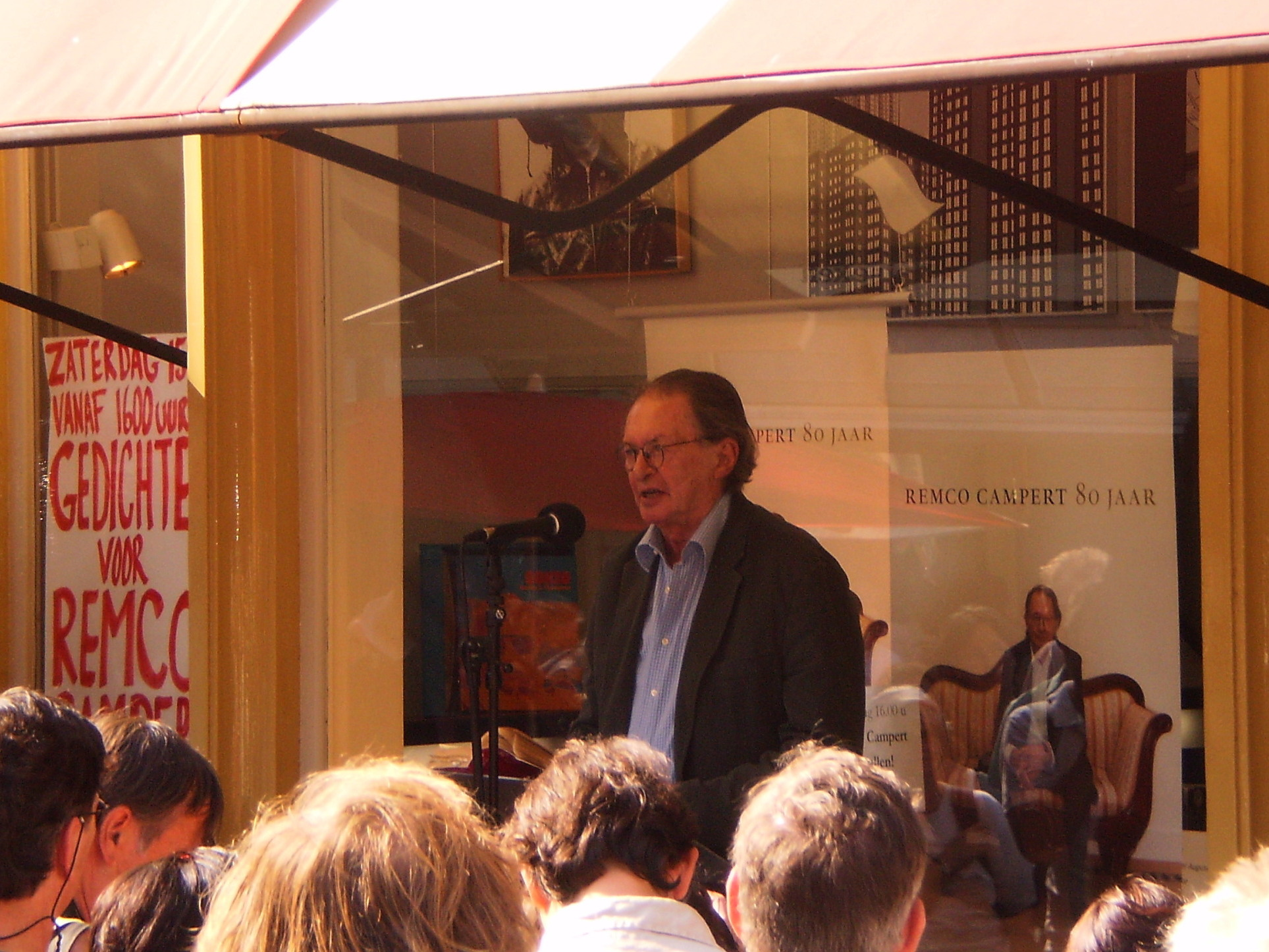
Remco Campert faisant une lecture publique de ses œuvres à l’occasion de son 80^{e} anniversaire à la librairie Athenaeum d’Amsterdam.

### Prose
- 1953 - De oude dame
- 1953 - Eendjes voeren (nouvelles)
- 1955 - Met man en muis
- 1955 - Alle dagen feest (nouvelles)
- 1956 - Van de wijs (nouvelles)
- 1956 - Lodewijk Sebastiaan (contes pour enfants)
- 1958 - De jongen met het mes (nouvelles)
- 1960 - Een ellendige nietsnut (nouvelles)
- 1960 - Oome Loes
- 1961 - Het leven is vurrukkulluk
- 1962 - Het paard van ome Loeks (nouvelles)
- 1963 - Liefdes schijnbewegingen
- 1964 - Nacht op de kale dwerg (nouvelles)
- 1965 - Het gangstermeisje
- 1968 - Tjeempie! of Liesje in luiletterland (publié sous le nom de  Remko Kampurt)
- 1968 - Fabeltjes vertellen (nouvelles publiées d’abord dans le Elsevier Weekblad)
- 1969 - Hoe ik mijn verjaardag vierde (nouvelles)
- 1971 - Campert compleet (recueil de nouvelles)
- 1972 - James Dean en het verdriet
- 1972 -  In het wilde weg
- 1973 - De jongen met het mes/Nacht op de kale dwerg (nouvelles)
- 1974 - Op reis (avec Willem Malsen)
- 1974 - Alle dagen feest (nouvelles)
- 1974 - Basta het toverkonijn (nouvelles pour enfants)
- 1976 - Luister goed naar wat ik verzwijg (pensées et aphorismes, par Gerd De Ley)
- 1978 - Waar is Remco Campert? (nouvelles)
- 1980 - Na de troonrede (nouvelles)
- 1980 - De tijden (conte, cadeau de Noël)
- 1982 - Een beetje natuur (nouvelles)
- 1983 - De Harm en Miepje Kurk story
- 1984 - Wie doet de koningin (chronique dansHaagse Post)
- 1984 - Kinderverhalen van Remco Campert (illustrations de Tineke Schinkel)
- 1985 - Somberman's actie (livre-cadeau donné à l’occasion de la Semaine du livre)
- 1985 - Somberman's maandag (texte de l’allocution prononcée à l’occasion du Bal du livre)
- 1985 - Zijn hoofd verliezen
- 1986 - Rustig
- 1986 - Tot Zoens (nouvelles)
- 1987 - Eetlezen (nouvelles)
- 1989 - Zachtjes neerkomen
- 1990 - Gouden dagen
- 1990 - Graag gedaan (chroniques et nouvelles)
- 1991 - Campert compleet vervolg, verhalen 1971-1991
- 1991 - Dansschoenen
- 1993 - Het bijzettafeltje (chroniques)
- 1994 - Fiebelekwinten (pièce de theatre en collaboration avec Jan Mulder)
- 1994 - Vele kleintjes
- 1995 - Ohi, hoho, bang, bang of Het lied van de vrijheid
- 1996 - De zomer van de zwarte jurkjes (nouvelles)
- 1996 - Heet van de naald (conte pour enfants)
- 1996 - Oom Boos-Kusje en de kinderen (contes pour enfants)
- 1997 - CaMu 1996 (chroniques)
- 1998 - CaMu 1997 (chroniques)
- 1998 - Een mooie jonge vriendin en andere belevenissen
- 1999 - CaMu 1998 (chroniques)
- 1999 - Familie-album (essai à l’occasion de la Semaine du livre)
- 2000 - Als in een droom
- 2000 - CaMu 1999
- 2000 - De schrijver - Een literaire estafette (avec Harry Mulisch, Gerrit Komrij, Adriaan van Dis, Maarten 't Hart, Marga Minco, Hugo Claus et Joost Zwagerman)
- 2001 - CaMu 2000 (chroniques)
- 2001 - Alle verhalen
- 2001 - De familie Kneupma
- 2001 - Beschreven Blad (livre-cadeau à l’occasion de la Semaine du livre)
- 2002 - CaMu 2001
- 2003 - De Lijst Mallebrootje. Drs. Mallebrootje en het jonge ding uit de achterban (chroniques)
- 2004 - CaMu 2003
- 2004 - Campert compleet
- 2004 - Schrijversleven
- 2004 - Een liefde in Parijs
- 2004 - Over mijn vader
- 2005 - Tien jaar Nederland (CaMu)
- 2006 - CaMu 2005
- 2006 - Een geschenk uit de hemel
- 2006 - Het satijnen hart
- 2007 - Een lach en een traan
- 2007 - Dagboek van een poes
- 2007 - De olifant die lui was
- 2008 - Het avontuur van Iks en Ei
- 2009 - De scholier
- 2010 - Om vijf uur in de middag
- 2010 - Mijn eenmanszaak (chroniques)
- 2012 - Het verband tussen de dingen ben ik zelf (chroniques)
- 2013 - Hôtel du Nord
- 2014 - Te vroeg in het seizoen (chroniques largement autobiographiques)
- 2017 - Campert & Campert
- 2019 - Dagelijksheden (chroniques)

### Poésie
- 1950 - Ten lessons with Timothy
- 1951 - Vogels vliegen toch
- 1951 - Vierendelen (avec Hans Andreus, Hugo Claus et Simon Vinkenoog)
- 1952 - Een standbeeld opwinden
- 1953 - Berchtesgaden
- 1955 - Met man en muis
- 1955 - Het huis waarin ik woonde
- 1959 - Bij hoog en bij laag
- 1962 - Dit gebeurde overal
- 1965 - Hoera, hoera
- 1968 - Mijn leven's liederen
- 1968 - Dit gebeurde overal/Hoera, hoera
- 1970 - Betere tijden
- 1976 - Alle bundels gedichten; 1951-1970
- 1979 - Theater
- 1983 - Scènes in Hotel Morandi
- 1984 - Drie vergeten gedichten
- 1984 - Amsterdamse dagen
- 1984 - Zeven vrijheden (poèmes avec gravures de Hannes Postma)
- 1985 - Dit gebeurde overal
- 1986 - Collega's
- 1988 - Een neger uit Mozambique
- 1988 - Toen ik je zag (poèmes avec photos de Peter Dejong)
- 1992 - Rechterschoenen
- 1994 - Restbeelden: notities van Izegrim
- 1994 - Straatfotografie
- 1995 - Dichter (recueil de poèmes)
- 1997 - Ode aan mijn jas
- 1999 - Rataplan / Lamento (32 poèmes avec leur traduction en indonésien)
- 2000 - Kus zoekt mond
- 2002 - Ja rozen (les plus beaux poèmes d’amour)
- 2004 - Over en weer (avec Cees Nooteboom)
- 2006 - Acht waterschetsen (illustré de photos par Erwin Olaf)
- 2007 - Nieuwe herinneringen
- 2007 - Lamento (texte sur une musique du compositeur de jazz néerlandais Benjamin Herman, tire de l’album Campert).
- 2011 - Een oud geluid (à l’occasion de la Journée de la poésie 2011)
- 2012 - Poes is dood (uitgave in de MatchBoox-serie met artwork van Louis Gauthier)
- 2012 - De Bloem
- 2014 - Licht van mijn leven
- 2016 - Langs de Kaai (avec Ysbrant van Wijngaarden, Demian, Anvers)
- 2018 - Open ogen
- 2019 - Mijn dood en ik
- 2022 - Iemand stelt de  vraag"

## Prix et récompenses

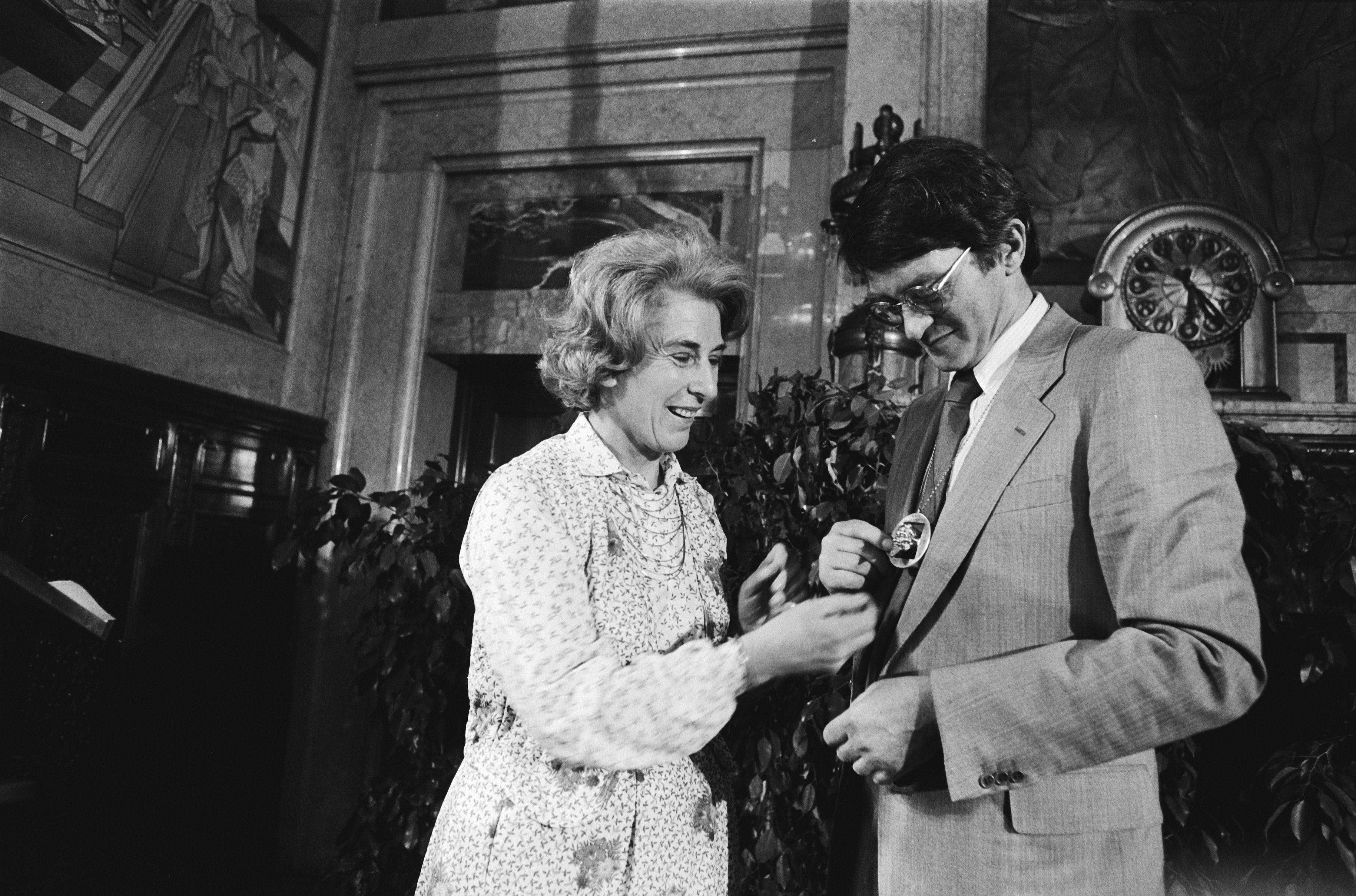
Remise du prix P.C. Hooft par la ministre Gardeniers en 1976.

- 1953 – Prix Reina Prinsen Geerligs  pourBerchtesgaden
- 1955 – Prix de la poésie de la ville d’Amsterdam pour Gedicht met een moraal
- 1956 – Prix Jan Campert pour  Met man en muis et Het huis waarin ik woonde
- 1958 – Prix Anne Frank pour Vogels vliegen toch
- 1959 – Prix de la prose de la ville d’Amsterdam pour De jongen met het mes
- 1960 – Prix du Conseil des arts de la ville d’Amsterdam pour De jongen met het mes
- 1976 -  Prix P.C. Hooft pour l’ensemble de son œuvre poétique
- 1987 -  Prix Cestoda
- 2011 -  Prix Gouden Ganzenveer
- 2014 – Prix Gouden Schrijfmachine [7]
- 2015 - Prix des lettres néerlandaises
- 2018 – Prix “Akademie van Kunstenpenning” de l’Académie royale néerlandaise des Sciences[8].